# إدوين رايشاوير
إدوين أولدفاذر رايشاوير (بالإنجليزية: Edwin Oldfather Reischauer)‏ (طوكيو 15 أكتوبر 1910 - 1 سبتمبر 1990) كان سفير للولايات المتحدة في اليابان بين 1961 - 1966 وأحد أعلام دراسة الثقافة اليابانية والتاريخ الياباني في الغرب.

## مؤلفاته
- اليابانيون.[1]

## روابط خارجية
- إدوين رايشاوير على موقع الموسوعة البريطانية (الإنجليزية)
- إدوين رايشاوير على موقع مونزينجر (الألمانية)
- إدوين رايشاوير على موقع إن إن دي بي (الإنجليزية)